# Њу Фридом (Пенсилванија)
Њу Фридом (енгл. New Freedom) град је у америчкој савезној држави Пенсилванија.

## Демографија
По попису из 2010. године број становника је 4.464, што је 952 (27,1%) становника више него 2000. године.
| Група             | 2000.         | 2010.         |
| Белци             | 3.380 (96,2%) | 4.144 (92,8%) |
| Афроамериканци    | 27 (0,8%)     | 101 (2,3%)    |
| Азијати           | 49 (1,4%)     | 64 (1,4%)     |
| Хиспаноамериканци | 17 (0,5%)     | 97 (2,2%)     |
| Укупно            | 3.512         | 4.464         |